# Kogej
Kogej je priimek v Sloveniji, ki ga je po podatkih Statističnega urada Republike Slovenije na dan 1. januarja 2010 uporabljalo 221 oseb.

## Znani slovenski nosilci priimka
- Franc Kogej (1884—1938), glasbenik
- Ida Kogej, novinarka, urednica
- Josip Kogej (1831—1896), duhovnik in prof. v Lj, župnik in dekan v Idriji
- Katarina Kogej (*1987), anglistka in literarna komparativistka
- Katja Kogej (*1959), etnologinja in enologinja, someljejka, naturopatinja
- Ksenija Kogej (*1960), fizikalna kemičarka, prof. FKKT UL
- Mila Kogej (1903—1982), operna pevka, mezzosopranistka, igralka
- Pavel Kogej, načelnik štaba slovenske narodnoosvobodilne brigade »Janko Premrl-Vojko«
- Pavel Kogej (1927—2001), psiholog, filozof, pesnik; publicist
- Peter Kogej (1891—1970), aktivist OF
- Robert Kogej
- Rok Kogej (*1987), politolog, ekonomist in knjižni urednik
- Rudi Kogej (1899—1968), akademski slikar
- Sonja Kogej Rus (*1961), etnologinja in zgodovinarka, muzealka
- Vasja Kogej (1924—2006), podpolkovnik JLA, šef obveščevalnega centra v štabu 9. korpusa (NOVJ)
- Vojko Kogej (*1955), novinar, publicist, astronavtik (strokovnjak za vesoljske polete) in modelar